# 一酸化硫黄
一酸化硫黄（いっさんかいおう、sulfur monoxide）は硫黄酸化物の一種で化学式は SO である。非常に不安定な化学種であり単離された例はない。空気中では即座に酸化され二酸化硫黄となる。
基底状態で三重項の電子配置を取り、これは類縁体である酸素分子 (O2) と同様である。基底状態で三重項の電子配置をとる化合物は珍しく、同じく類縁体である S2 が一重項であるのと対照的である。
S−O結合長は148.1 pmであり、低級硫黄酸化物（例： S8O, S−O = 148 pm）で見られる結合長と同様であるが、ガス状のS2O (146 pm)、SO2 (143.1 pm)、SO3 (142 pm) よりも長い。
木星の衛星イオの火山ガスがプラズマ化したものなど、星間物質の中に含まれているとされる。
生体内での硫黄の代謝などに関する興味から研究が行われており、いくつかの化学的発生法が知られている。一酸化硫黄の生成はジエンなどで捕捉することによって確認される。